# International Herald Tribune

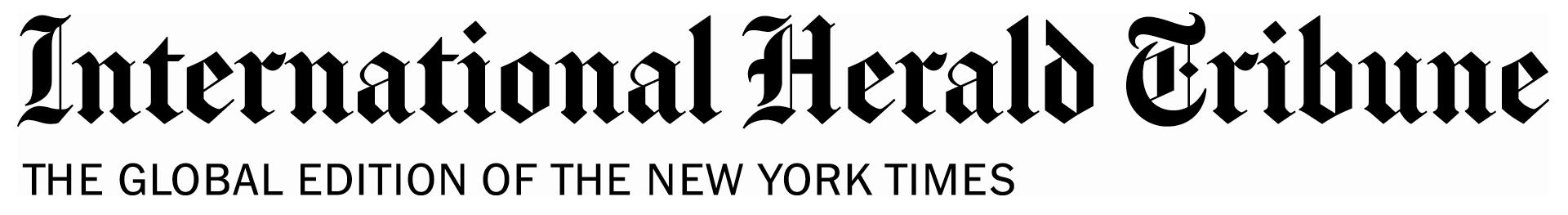

Интернэшнл Нью-Йорк таймс, (раньше «Интернэшнл геральд трибюн») (англ. International New York Times англ. ex-International Herald Tribune) — многотиражная международная газета на английском языке. Печатается в 35 отделениях по всему миру для продажи в более чем 180 странах. В настоящее время это фактически международная версия газеты The New York Times.
IHT входит в медиа-холдинг The New York Times Company. Она была основана в Париже в 1887 году.

## История
Предприниматель Джеймс Гордон Беннетт-младший основал «Париж Геральд» в качестве европейской версии «Нью-Йорк Геральд» 4 октября 1887 года.
В 1959 году газету приобрел Джон Хэй Уитни, бизнесмен и посол США в Великобритании, в декабре 1966 года совладельцем газеты стала компания «Вашингтон пост». В мае 1967 года совладельцем газеты стала компания «Нью-Йорк таймс». С этого времени она стала называться «Интернэшнл геральд трибюн».
В 1991 году единственными и равными совладельцами газеты остались «Вашингтон пост» и «Нью-Йорк таймс».
В 2007 году «Вашингтон пост» продала свою долю акций и единственным собственником газеты стала компания «Нью-Йорк таймс».

## Аффилированные издания
- «Аль Ватан Дейли» (Кувейт)
- «Дейли Стар» (Ливан)
- «Асахи симбун» (Япония)
- «ДжунгАнг Дейли» (Южная Корея)
- «Га-Арец» (Израиль)
- «The Moscow Times» (Россия)
- «Катимерини» (Греция)
- «El País» (Испания)
- «Дейли Стар» (Египет)
- «Деккан Кроникл» (Индия)